# Soós Miklós
Soós Miklós (Rimaszombat (Gömör megye), 1835. december 6. – Hanva, 1875. április 29.) református lelkész.

## Élete
Polgári szülőkt gyermeke. Tanulását szülővárosában kezdte; 1850-től a losonci gimnáziumban két évet töltött, egyszersmind nevelősködött. Innét Sárospatakra ment a teológiára, ahol az önképző-társaság buzgó tagja volt. 1856-ban Bajára (Szabolcs-megye) küldték legációba; a hároméves rektóriát Putnokon töltötte, 1861-ben jánosi, 1863-ban rozsnyói káplán volt, mely évben második papi vizsgát tett. 1869-ben Tompa Mihály halála után Hanvára ment papnak.
Költeményeket írt a Vasárnapi Ujságba (1860-62), a Hölgyfutárba (1862-64) és a Sárospataki Füzetekbe (VII. 1863).

## Munkája
- Ének Tompa Mihály koporsója felett Hanván 1868. aug. 2. Hely és év n. (Egy leveles nyomtatvány.)